# 淵野辺公園
淵野辺公園（ふちのべこうえん）は、神奈川県相模原市中央区にある都市公園（運動公園）である。公園内には相模原市立相模原球場、ひばり球場（相模原球場のサブ球場）や銀河アリーナ（屋内の水泳施設、冬季はスケートリンク）がある。公園の周辺には和泉短期大学・相模原市立博物館がある。以前は米軍基地（キャンプ淵野辺）があった。

## 主な施設
- 相模原市立相模原球場
- ひばり球場（少年野球・ソフトボール仕様）
- テニスコート（2014年4月に12面に増設）
- 銀河アリーナ
- 駐車場

## バス路線
- [淵36] 青葉児童館前･国民生活センター経由　淵野辺駅南口行
- [淵37] 共和経由　淵野辺駅南口行
- [相05] 相生･西門経由　相模原駅南口行
- [相05] 大野台経由　相模大野駅北口行